# Henning Petersen
Henning Petersen (ur. 3 września 1939 w Søllerød) – duński kolarz szosowy, srebrny medalista mistrzostw świata.

## Kariera
Pierwszy sukces w karierze Henning Petersen osiągnął w 1967 roku, kiedy wspólnie z Leifem Mortensenem, Jørgenem Emilem Hansenem i Vernerem Blaudzunem zdobył srebrny medal w drużynowej jeździe na czas podczas mistrzostw świata w Heerlen. Był to jednak jedyny medal wywalczony przez niego na międzynarodowej imprezie tej rangi. W tej samej konkurencji Duńczycy z Petersenem w składzie zajęli też między innymi czwarte miejsce na mistrzostwach świata w Ronse w 1963 roku oraz piąte podczas rozgrywanych rok później mistrzostw świata w Sallanches. W 1964 roku wystartował na igrzyskach olimpijskich w Tokio, gdzie w drużynowej jeździe na czas Duńczycy zajęli siódmą pozycję. Ponadto trzykrotnie zdobywał medale mistrzostw Danii, w tym złote w drużynowej jeździe na czas w latach 1966-1967.